# Pseudocercospora vitis
Pseudocercospora vitis är en svampart som först beskrevs av Joseph-Henri Léveillé, och fick sitt nu gällande namn av Speg. 1910. Pseudocercospora vitis ingår i släktet Pseudocercospora och familjen Mycosphaerellaceae.   Inga underarter finns listade i Catalogue of Life.